# Trolejbusy w Târgu Jiu
Trolejbusy w Târgu Jiu − system komunikacji trolejbusowej działający w rumuńskim mieście Târgu Jiu.
Trolejbusy w Târgu Jiu uruchomiono 20 czerwca 1995. System liczy 13 km długości.

## Linie
Obecnie w mieście istnieją trzy linie trolejbusowe:
- Cartierul 9 Mai − Artego
- Cartierul 9 Mai − Birsesti
- Cartierul 9 Mai − C.A.M. /str. Zambilelor (Depoteinf.)

## Tabor
Do obsługi sieci w eksploatacji znajduje się 17 trolejbusów:
- ROCAR E217 − 12 trolejbusów
- ROCAR E212 − 5 trolejbusów